# Championnat de Corée du Sud de hockey sur glace
Le Championnat de Corée du Sud de hockey sur glace est le meilleur niveau de hockey sur glace en Corée du Sud, il y a cinq équipes dans la ligue.